# Dvd

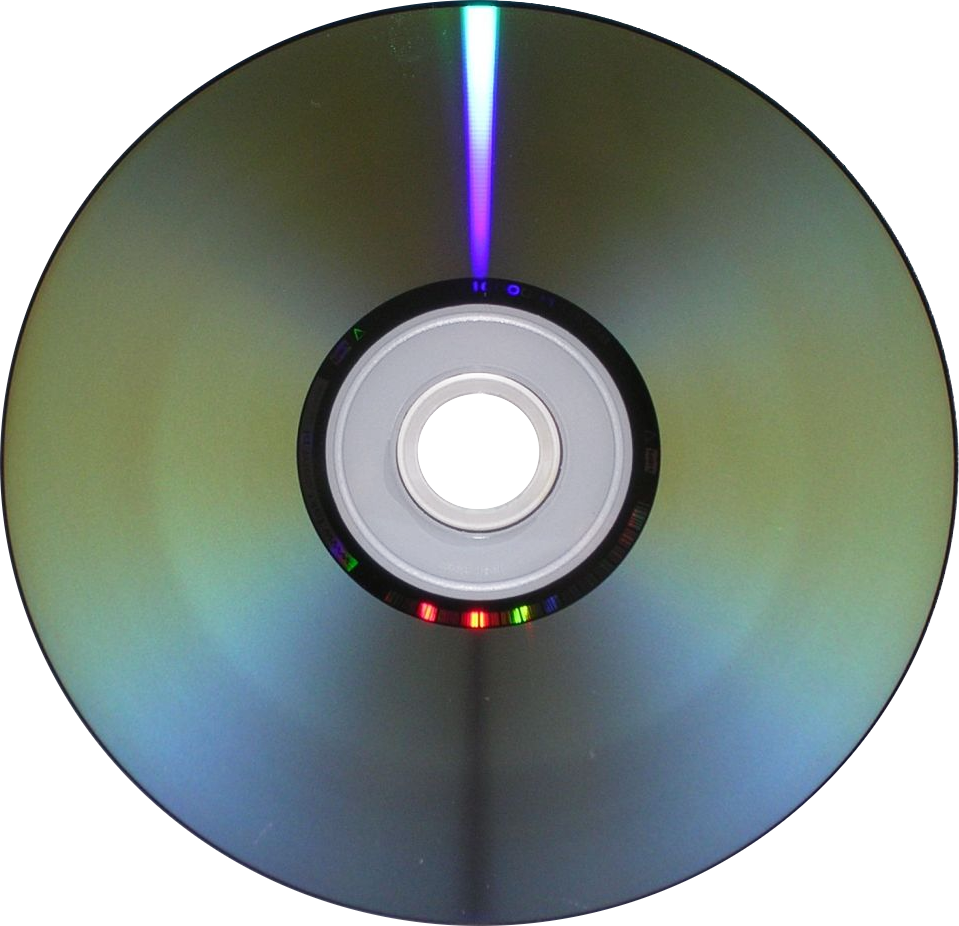
Dvd-schijf (onderkant)

Een dvd is een digitaal optisch formaat in de vorm van een optische schijf met een diameter van 12 centimeter. Het is uitgevonden in 1995 door Philips, Sony, Toshiba, en Panasonic, en werd in 1997 in Nederland geïntroduceerd. Het medium kan elke vorm van digitale gegevens opslaan en wordt veel gebruikt voor het aanbieden van films en software, of het opnemen van televisiebeelden. Een dvd heeft een veel hogere opslagcapaciteit dan een cd terwijl de afmeting gelijk is.
De afkorting dvd staat voor Digital Versatile Disc. In eerste instantie stond de benaming voor Digital Video Disc, vanwege de doelstelling een formaat voor opslag van video te ontwikkelen. Later in de eindfase bleek dat er meer mogelijkheden waren voor dit formaat, en omdat de afkorting dvd al behoorlijk was ingeburgerd, koos men om de naam te veranderen in Digital Versatile Disc (letterlijk "digitale veelzijdige schijf").

## Gebruik
De dvd wordt zowel gebruikt voor het distribueren van speelfilms als voor het distribueren en opslaan van computersoftware en gegevens. Het is hiermee de opvolger van videosystemen zoals VHS. In het buitenland waren vooral eind jaren 90 de video-cd (vcd) en laserdisk lange tijd populair. Deze formats hebben zich echter als een wereldwijde standaard niet kunnen bewijzen. De dvd slaagde hier wel in. In computers is het de opvolger van de cd-rom-technologie (inclusief cd-r en cd-rw) in combinatie met het gebruik van het video-cd-formaat. De audio-cd is nooit vervangen door de dvd. Wel bestaat er de super audio compact disc als alternatief voor de dvd-audio. Een dvd wordt meestal opgeborgen in een plastic dvd-box. Speciale uitgaven werden soms uitgebracht in een steelbook-dvd-box, een metalen variant van de dvd-box met dezelfde afmetingen.

## Productie
De voorbespeelde dvd's worden op dezelfde manier geproduceerd als cd's: met een laser worden via spiegeltjes en een lens kleine putjes in een plastic schijf gebrand, waardoor een patroon van minuscule putjes ontstaat. De spoorbreedte, de afmetingen van de putjes en de onderlinge afstand zijn kleiner dan die van een cd. Een dvd heeft een afstand tussen de sporen van 0,74 micrometer, tegenover 1,6 micrometer op een cd. De technologie van de dvd-speler en de dvd-recorder is vergelijkbaar met die van de cd; er wordt echter een laser gebruikt met een kortere golflengte en een sterker objectief, waardoor kleinere details gelezen kunnen worden.

## Geschiedenis
In 1990 ontwikkelden Toshiba en Time Warner een opvolger van de succesvolle compact disc (cd), genaamd SuperDisc (SD). De ontwikkelaars van de compact disc, Philips en Sony, wilden de gunstige marktsituatie niet verstoren met een opvolger en keken de kat langdurig uit de boom. Op het Philips Natuurkundig Laboratorium werd door de deskundigen nagedacht over een opvolger. In 1994 presenteerden Philips en Sony de MultiMedia CD (MMCD). De capaciteit (speelduur) van SD was aanzienlijk hoger, namelijk 5 in plaats van 3,6 gigabyte, dan die van MMCD, echter de MMCD zou meer compatibel zijn met cd. Beide kampen namen hun posities in en het zag ernaar uit dat de 'formatsoorlog' van VHS en Betamax zou worden herhaald. Na verloop van tijd zagen Philips en Sony in dat hun voorstel het niet zou halen. Men gooide de handdoek in de ring door Toshiba's SD-formaat te accepteren, op één uitzondering na: men wilde beslist niet de fysieke broncode van SD in de gezamenlijke standaard. Philips/Sony drong sterk aan op de broncode, EFMPlus, die Kees Schouhamer Immink had ontworpen voor de MMCD, omdat die het mogelijk maakt de bestaande cd-servotechnologie toe te passen.
De president van IBM, Lou Gerstner, assisteerde in de onderhandelingen tussen de twee kemphanen, en adviseerde de broncode EFMPlus te accepteren. Uiteindelijk gingen de elektronicafabrikanten overstag en accepteerden ze deze modificatie. De gezamenlijke standaard, dvd, werd in september 1995 beklonken. De capaciteit van dvd is 4,7 gigabyte in plaats van de oorspronkelijke 5 gigabyte daar EFMPlus 6 procent meer overhead nodig heeft om de betere speelbaarheid te garanderen. Er werd echter ook een dubbellaags-uitvoering ontwikkeld, met een capaciteit van 8,5 GB.
De opmars van de dvd werd in 2003 nog gehinderd door:
- de relatief hoge prijs van de dvd-recorders, en
- de strijd tussen fabrikanten om de standaard voor het formaat voor beschrijfbare en herschrijfbare dvd's (dvd+r versus dvd-r).

In 2004 was alleen het tweede punt nog van toepassing, aangezien de dvd-recorders aanzienlijk goedkoper waren geworden, zowel de zogenaamde standalone-versies als de dvd-recorders voor gebruik in of bij een computer.
In 2005 werd ook het tweede punt naar de achtergrond verdrongen, aangezien dvd-branders van de derde generatie met beide formats overweg konden.
In 2006 is de dvd volledig geïntegreerd in de consumentenmarkt. De schijfjes zijn betaalbaar, evenals de recorders. Een dvd-speler kost zo'n vijftig euro en een recorder circa 150. Inmiddels wordt ook steeds meer gebruikgemaakt van de double-layer-dvd.
Teleurgesteld in de verdeelsleutel van de dvd-royalty's, begonnen Philips en Sony al binnen een jaar aan de ontwikkeling van de Blu-ray Disc, die acht jaar later, in 2003, door Sony op de markt werd gebracht. Er zijn in 2005 twee kampen ontstaan die vochten om de opvolger van de dvd te worden. Dat was aan de ene kant blu-ray gesteund door Philips, Sony, Matsushita Electric en Apple, en aan de andere zijde was er hd-dvd gesteund door Toshiba, NEC en Microsoft. In 2008 werd het pleit beslecht in het voordeel van blu-ray, dat meer en meer zijn intrede doet als opvolger van de dvd.
Door onder meer de kortere golflengte van blauw licht en verdere verbeteringen kan deze uiteindelijk 25 gigabyte aan gegevens bevatten (50 GB bij gebruik van dubbellaagse schijven). Deze capaciteiten zijn nodig om speelfilms in de nieuwe "hoge definitie"-norm op te slaan.
Tevens wordt gewerkt aan een dvd met 3D-lasertechnieken voor een nog grotere opslapcapaciteit, zie Two-Photon 3-D Optical Data Storage system.

## Formats
De opslagcapaciteit van een single layer dvd is 4,7 gigabyte wat overeenkomt met 4,38 gibibyte. Deze dvd kan ongeveer 120 minuten beeld en geluid bevatten afhankelijk van de beeldkwaliteit en het aantal geluidssporen. De eenheidssnelheid (1x) voor het lezen van een dvd is 1,38 megabyte per seconde.
Er kunnen drie typen dvd's worden onderscheiden:
- voorbespeeld: na productie niet beschrijfbaar (dvd of dvd-rom)
- beschrijfbaar: één keer beschrijfbaar met een dvd-recorder (dvd-r of dvd+r)
- herschrijfbaar: meerdere keren beschrijfbaar met een dvd-recorder (dvd-rw, dvd+rw en dvd-ram)

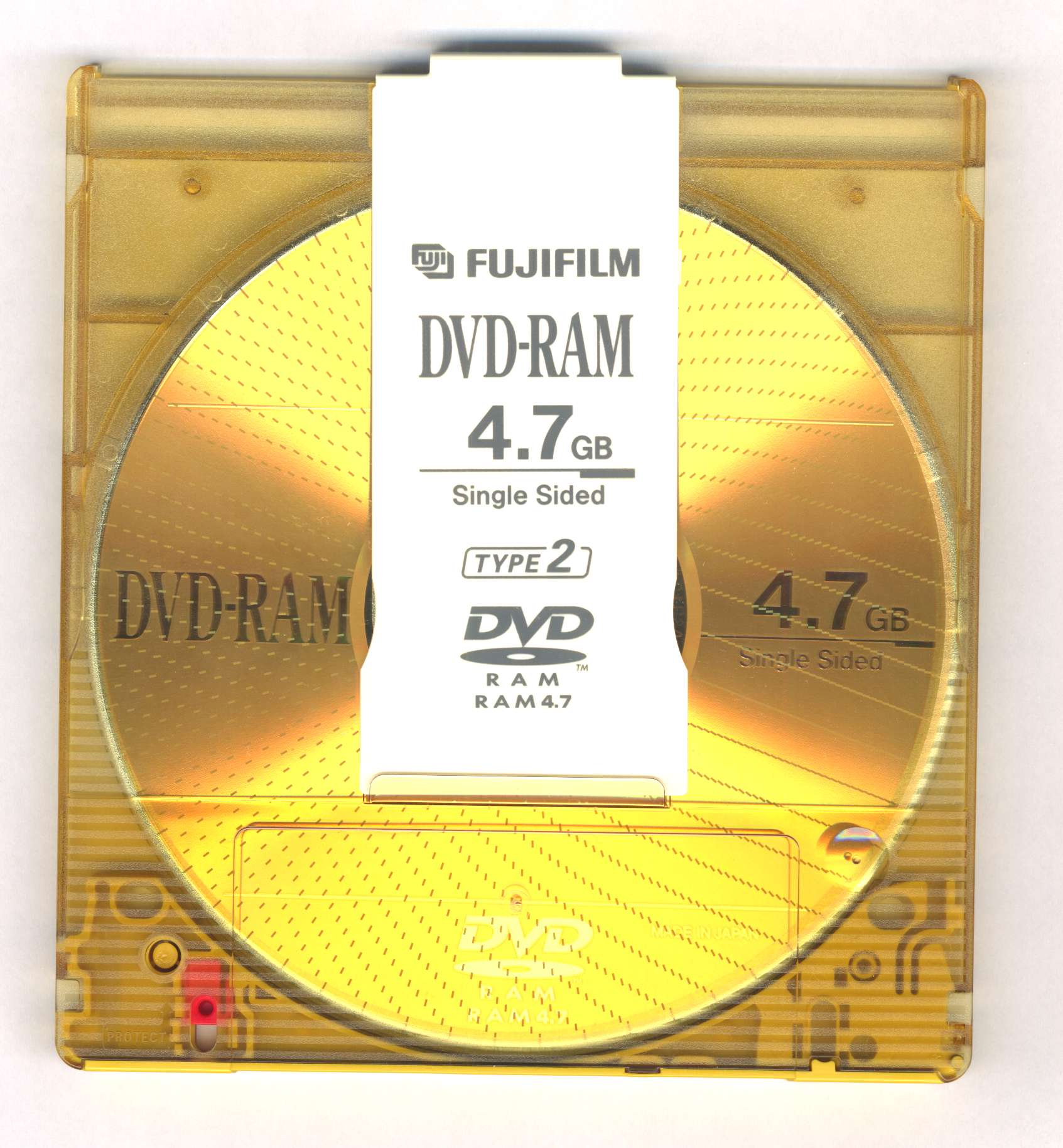
Dvd-ram (bovenkant)

Films worden in Europa in het PAL-formaat op de schijven opgeslagen. Hoewel de afkorting PAL niets zegt over de frequentie en resolutie, houdt dit de facto in dat de snelheid 25 beelden per seconde is, en het beeldformaat 720 × 576 pixels (625 analoge beeldlijnen) heeft.
Dit formaat wordt over het algemeen superieur beschouwd aan het Amerikaanse NTSC-formaat. De beeldsnelheid ligt hierbij wel hoger, met 30 beelden per seconde, maar de resolutie lager: 720 × 480 pixels (525 analoge beeldlijnen).
Sinds 2004 zijn er ook beschrijfbare dubbellaags schijfjes te verkrijgen en schrijvers die dit ondersteunen. Deze schijfjes bevatten twee beschrijfbare lagen, waardoor de capaciteit sterk is toegenomen. In tegenstelling tot cd's kunnen dvd's ook dubbelzijdig zijn. De schijfjes kunnen dus een of twee kanten en een of twee lagen hebben. De opslagcapaciteit wordt bepaald door het type.
- dvd-5: enkelzijdig, enkellaags, 4,7 gigabyte (GB), of 4,38 gibibyte (GiB)
- dvd-9: enkelzijdig, dubbellaags, 8,5 GB (7,92 GiB)
- dvd-10: dubbelzijdig, enkellaags, 9,4 GB (8,75 GiB)
- dvd-14: dubbelzijdig, dubbellaags aan één kant, enkellaags op de andere kant, 13,3 GB (12,39 GiB)
- dvd-18: dubbelzijdig, dubbellaags, 17,1 GB (15,93 GiB)

Er zijn ook nog varianten met een kleinere diameter (8 cm), die vooral in camcorders worden gebruikt.
Onderscheidende kenmerken van de formats zijn:
- De beschrijfbaarheid en herschrijfbaarheid.
- Het schrijfproces.
- De wijze van formatteren. Dat wil zeggen: de wijze waarop het opslaggebied is verdeeld in segmenten en partities. De formattering helpt de dvd-speler bij het snel vinden van een specifieke plaats op de dvd en het helpt de dvd-recorder om gegevens zo efficiënt mogelijk op te slaan.

De dvd-rom kan in vrijwel alle spelers worden afgespeeld. De dvd-ram leek een kansrijk formaat voor computertoepassingen, maar lijkt door de ontwikkelingen te zijn ingehaald. Dit formaat was niet compatibel met dvd-spelers, en is mede daardoor naar de achtergrond gedrongen. De dvd-r/rw en dvd+r/rw vormden twee concurrerende kampen. Dvd's waren niet zonder meer uitwisselbaar tussen beide kampen, tenzij een speler of schrijver beide formats ondersteunde. Inmiddels is dit laatste de standaard geworden. De strijd tussen deze formats is dus beslecht zonder winnaars of verliezers: beide formats worden overal aangeboden en breed ondersteund door spelers en schrijvers.
De capaciteit van een dvd wordt altijd in decimale eenheden weergegeven. Zo heeft een "4,7 GB"-dvd een capaciteit van ongeveer 4,38 GiB. De capaciteit van een cd-rom daarentegen wordt altijd in binaire eenheden weergegeven, hoewel decimale SI-eenheden gehanteerd worden. Zo heeft een "700 MB"-cd een capaciteit van ongeveer 700 MiB.

## Regiocode

Dvd-regio's

Dvd-films kunnen een regiocode bevatten die bepaalt voor welke gebieden van de wereld het materiaal bestemd is. De licentie voor commerciële dvd-spelers schrijft voor dat de spelers alleen dvd's met hun eigen regiocode mogen afspelen. Op die manier kunnen filmmaatschappijen om commerciële en logistieke redenen de prijzen van dvd's in verschillende delen van de wereld beheersen. Veel Europese dvd-spelers negeren de regiocode of kunnen erop worden aangepast. In de Verenigde Staten is dat volgens de licentievoorwaarden van de fabrikant wettelijk verboden. De regiocodering voor dvd-spelers in Benelux is 2
| codering | dvd-spelers met deze codering, enkel... |
| -------- | --- |
| 0        | overal globaal afspeelbaar op elke dvd-speler                                                                                                  |
| 1        | Noord-Amerika (zonder Mexico) |
| 2        | Zuid-Europa/West-Europa (incl. Groenland)/Noord-Europa. Afrika: enkel: Zuid-Afrika/Lesotho/Egypte/Swaziland. Azië: enkel: Japan/Midden-Oosten. |
| 3        | Azië: enkel: Zuidoost-Azië/Zuid-Korea/Hongkong/Indonesië/Vietnam/Filipijnen/Taiwan.                                                            |
| 4        | Oceanië/Centraal-Amerika (met Mexico)/Zuid-Amerika.                                                                                            |
| 5        | Rusland en andere voormalige SU-staten/Oost-Europa. Azië: enkel: Indië/Mongolië. Afrika: enkel uitgez.: Zuid-Afrika/Egypte/Lesotho/Swaziland.  |
| 6        | Azië: enkel: China |
| 7        | niet in gebruik |
| 8        | internationale vliegtuigen, schepen e.d. op land, ter zee en in de lucht.                                                                      |

Regiocodering 0 kan op iedere dvd-speler worden afgespeeld. Er zijn goedkopere 0-spelers op de markt gekomen vanwege de wereldwijde distributie die ook niet-0-dvd's kunnen afspelen, maar er zijn ook filmdistributeurs die erna als tegenmaatregel met dvd's zonder 0 zijn gekomen die op 0-dvd-spelers dan weer niet kunnen afspelen. Er bestaan ook dvd's met meerdere regiocoderingen, bv. coderingscombi 2&5 voor de dvd-/filmversie die in heel Europa/Afrika worden verkocht.
Een andere barrière voor internationaal gebruik is de taal. Een speelfilm op dvd heeft vaak alleen ondertiteling of nasynchronisatie in de taal van het land waar de dvd verkocht wordt, hoewel het heel goed mogelijk is dat een dvd voor de wereldwijde markt geschikt is, waarbij de gebruiker tijdens het afspelen de taal van ondertiteling en audio kan kiezen.

## Toepassingen
De dvd wordt voor allerlei toepassingen gebruikt, bijvoorbeeld voor:
- Het opslaan van films. Bijna elke film die in de bioscoop heeft gedraaid kan men gemakkelijk op dvd verkrijgen.
- Het registreren van concerten.
- Het opslaan van muziek, deze toepassing is echter gezien het grote opslagvermogen van de dvd niet populair.
- Het opslaan van foto's.
- Er zijn videocamera's die dvd's gebruiken om video op te slaan, deze schijfjes hebben meestal een doorsnede van 8 cm.
- Het opslaan van grote hoeveelheden gegevens.
- Het verkopen van games, veel games worden verkocht op een dvd of dubbel-dvd.
- Softwaretoepassingen.
- Het maken van back-ups en archiveren van computerbestanden.

## Schrijfwijze
De officiële schrijfwijze van de afkorting in het Nederlands is dvd (bron: Groene Boekje). De schrijfwijze DVD komt echter ook voor, maar is formeel dus onjuist gespeld.